# Млотковиці
Млотковиці (пол. Młotkowice) — село в Польщі, у гміні Руда-Маленецька Конецького повіту Свентокшиського воєводства.
Населення — 370 осіб (2011).

## Демографія
Демографічна структура на день 31 березня 2011 року:
|          | Загалом | Допрацездатний вік | Працездатний вік | Постпрацездатний вік |
| -------- | ------- | ------------------ | ---------------- | -------------------- |
| Чоловіки | 190     | 31                 | 132              | 27                   |
| Жінки    | 180     | 36                 | 99               | 45                   |
| Разом    | 370     | 67                 | 231              | 72                   |